# Arbolé
Arbolé o Arbollé è un dipartimento del Burkina Faso classificato come comune, situato nella provincia di Passoré, facente parte della Regione del Nord.
Il dipartimento si compone del capoluogo e di altri 27 villaggi: Bargo, Bendogo, Bingo, Boulkon, Boura, Dagho, Dakiègré, Donsin, Gomd'hiri, Gounda, Kaba, Karéo, Koakin, Koro, Namassa, Ouissiga, Pathiri, Ramessoum, Rassamtoumdé, Reanon, Sagaré, Sikouinsi, Tancé, Tinma, Toyendé, Zoétgomdé e Zongbéga.